# Mount Pleasant (Michigan)
Mount Pleasant é uma cidade localizada no estado americano de Michigan, no Condado de Isabella.

## Demografia
Segundo o censo americano de 2000, a sua população era de 25.946 habitantes.
Em 2006, foi estimada uma população de 26.203, um aumento de 257 (1.0%).

## Geografia
De acordo com o United States Census Bureau tem uma área de
20,2 km², dos quais 20,2 km² cobertos por terra e 0,0 km² cobertos por água. Mount Pleasant localiza-se a aproximadamente 235 m acima do nível do mar.

## Localidades na vizinhança
O diagrama seguinte representa as localidades num raio de 20 km ao redor de Mount Pleasant.